# Nati nel 1650
| Questa pagina contiene informazioni ricavate automaticamente dalle voci biografiche con l'ausilio del template Bio e di un bot. L'aggiornamento è periodico e automatico e ricostruisce completamente la pagina. Se manca una persona in questa lista, sei pregato di non aggiungerla, ma accertati piuttosto che la sua voce biografica contenga il template Bio e che i dati anagrafici siano correttamente compilati. Se il template Bio manca, inseriscilo tu stesso o, in alternativa, metti l'avviso {{tmp\|Bio}} che ne segnala la mancanza. Se i dati riportati sono sbagliati, correggi direttamente la voce biografica; le modifiche saranno visibili in questa lista entro pochi giorni. Per chiarimenti vedi il progetto biografie. La lista contiene solo le 110 persone che sono citate nell'enciclopedia e per le quali è stato implementato correttamente il template Bio. Pagina aggiornata al 10 ago 2025. |

## Gennaio(6)
- 6 gennaio - Nicola da Longobardi, religioso italiano († 1709)
- 10 gennaio - Daniël van Dopff, generale olandese († 1718)
- 10 gennaio - Carlo Ottaviano Guasco, vescovo cattolico italiano († 1717)
- 10 gennaio - Sofia Amalia di Nassau-Siegen, principessa tedesca († 1688)
- 11 gennaio - Diana Glauber, pittrice olandese
- 26 gennaio - Giovanni Bolla, pittore italiano († 1735)

## Febbraio(8)
- 2 febbraio - Biagio Gambaro, vescovo cattolico italiano († 1721)
- 2 febbraio - Nell Gwyn, attrice teatrale inglese († 1687)
- 5 febbraio - Anne Jules di Noailles, generale francese († 1708)
- 9 febbraio - Vincenzo Leonio, poeta italiano († 1720)
- 9 febbraio - Jan Verkolje, pittore olandese († 1693)
- 18 febbraio - Adalbert von Schleiffras, abate tedesco († 1714)
- 19 febbraio - Maria Teresa di Monaco, principessa monegasca († 1723)
- 26 febbraio - Tomás Marín de Poveda, generale spagnolo († 1703)

## Marzo(1)
- 24 marzo - Jonathan Trelawny, III baronetto, vescovo anglicano britannico († 1721)

## Aprile(7)
- 6 aprile - Baldassarre Pisani, poeta italiano
- 10 aprile - Sebastiano Antonio Tanara, cardinale, arcivescovo cattolico e diplomatico italiano († 1724)
- 15 aprile - Edvige del Palatinato-Sulzbach, contessa († 1681)
- 15 aprile - Ferdinando de Roxas, vescovo cattolico italiano († 1685)
- 20 aprile - Felice Boselli, pittore italiano († 1732)
- 24 aprile - Bibiana Gonzaga, nobildonna italiana († 1717)
- 27 aprile - Carlotta Amalia d'Assia-Kassel, sovrana danese († 1714)

## Maggio(2)
- 6 maggio - Domenico Tanzella, presbitero italiano († 1730)
- 26 maggio - John Churchill, I duca di Marlborough, generale e politico britannico († 1722)

## Giugno(2)
- 14 giugno - Alessandro Guidi, poeta e drammaturgo italiano († 1712)
- 21 giugno - Guglielmina Ernestina di Danimarca, principessa danese († 1706)

## Luglio(2)
- 1º luglio - Maria Anna Teresa Vasa, principessa polacca († 1651)
- 6 luglio - Federico Casimiro Kettler, duca († 1698)

## Agosto(4)
- 7 agosto - Luigi Giuseppe di Guisa, nobile francese († 1671)
- 13 agosto - Philippe de Rigaud de Vaudreuil, militare e funzionario francese († 1725)
- 16 agosto - Vincenzo Maria Coronelli, geografo, cartografo e cosmografo italiano († 1718)
- 30 agosto - Ludovico Sabbatini, presbitero italiano († 1724)

## Settembre(6)
- 1º settembre - Ferdinando d'Adda, cardinale italiano († 1719)
- 7 settembre - Juan Manuel Fernández Pacheco, nobile spagnolo († 1725)
- 8 settembre - Johann Friedrich Karcher, architetto tedesco († 1726)
- 16 settembre - Luigi Priuli, cardinale italiano († 1720)
- 17 settembre - Bartholome Sturzenegger, politico svizzero
- 29 settembre - Michelangelo Veraldi, vescovo cattolico italiano († 1702)

## Ottobre(4)
- 10 ottobre - Ulisse Giuseppe Gozzadini, cardinale e vescovo cattolico italiano († 1728)
- 13 ottobre - Maria Teresa del Liechtenstein, principessa austriaca († 1716)
- 20 ottobre - Robert Shirley, I conte Ferrers, militare britannico († 1717)
- 21 ottobre - Jean Bart, ammiraglio e corsaro francese († 1702)

## Novembre(6)
- 14 novembre - Guglielmo III d'Inghilterra, sovrano olandese († 1702)
- 19 novembre - Giovanni Battista Pastorini, poeta e presbitero italiano († 1732)
- 19 novembre - Enrico di Sassonia-Römhild, duca tedesco († 1710)
- 23 novembre - Giuseppe Oriol, presbitero spagnolo († 1702)
- 28 novembre - Jan Palfijn, anatomista e chirurgo fiammingo († 1730)
- 30 novembre - Domenico Martinelli, architetto italiano († 1718)

## Dicembre(4)
- 10 dicembre - Theophilus Hastings, VII conte di Huntingdon, politico inglese († 1701)
- 16 dicembre - Alexander Hermann von Wartensleben, generale prussiano († 1734)
- 17 dicembre - Christoph Arnold, astronomo tedesco († 1695)
- 18 dicembre - Giovanni Alfonso Petrucci, vescovo cattolico italiano († 1687)

## Senza giorno specificato(58)
- Doroteo Alimari, scienziato, matematico e geografo italiano († 1727)
- Gaspare Altieri, I principe di Oriolo, nobile italiano († 1720)
- John Banks, drammaturgo inglese († 1706)
- Bonaventura da Lama, religioso, storico e scrittore italiano († 1739)
- Richard Brakenburg, pittore olandese († 1702)
- Giovanni Caldesi, medico e anatomista italiano
- Marzio Carafa, nobile italiano († 1703)
- Domenico Carretti, pittore italiano († 1719)
- Philippe de Carteret IV, nobile britannico († 1693)
- Domenico Cecchi, sopranista italiano († 1717)
- Niccolò Cevoli del Carretto, medico italiano († 1705)
- Bernardino Ciceri, pittore italiano († 1728)
- Jean Cornu, scultore francese († 1710)
- Coenraet Decker, incisore olandese († 1685)
- Andreas Elenson, attore teatrale e drammaturgo austriaco († 1706)
- Elijah di Fulda, rabbino e religioso ucraino († 1720)
- Manuela Escamilla, attrice teatrale spagnola († 1721)
- Michelangelo Fardella, matematico e filosofo italiano († 1718)
- Leonardo de Figueroa, architetto spagnolo († 1730)
- Charlotte Jemima FitzRoy, nobile inglese († 1684)
- Paris Maria Fossa, religioso e poeta italiano († 1720)
- Eva Margareta Frölich, scrittrice, mistica e profeta svedese († 1692)
- Johann Gregor Fuchs, architetto tedesco († 1715)
- Domenico Gabrielli, compositore e violoncellista italiano († 1690)
- Fëdor Alekseevič Golovin, politico, diplomatico e nobile russo († 1706)
- Giovanni Grevenbroeck, pittore olandese
- Jan de Groot, pittore olandese († 1726)
- Charles Hamilton, V conte di Haddington, nobile scozzese († 1685)
- Jean Hermant, religioso e storico francese († 1725)
- Heinrich Hinsch, librettista tedesco († 1712)
- Jean-Marie de La Marque de Tilladet, religioso e abate francese († 1715)
- Benedetto Landriani, presbitero italiano († 1730)
- Rafał Leszczyński, nobile e poeta polacco († 1703)
- Johann Anton Logy, liutista e compositore ceco († 1721)
- Richard Lumley, I conte di Scarbrough, politico e militare inglese († 1721)
- John Methuen, diplomatico inglese († 1706)
- Niccolò Micone, pittore italiano († 1730)
- Christopher Moody, pirata inglese
- Joachim Neander, compositore e insegnante tedesco († 1680)
- Anton Nuck, medico olandese († 1692)
- Jean de Palaprat, commediografo francese († 1721)
- Jean Péru, architetto francese († 1723)
- Hendrik II Reydams, artigiano fiammingo († 1719)
- George Rooke, ammiraglio inglese († 1709)
- Giuseppe Rusnati, scultore e architetto italiano († 1713)
- Denis de Sainte-Marthe, religioso, teologo e storico francese († 1725)
- Thomas Savery, ingegnere e inventore inglese († 1715)
- Lodewijk van Schoor, pittore fiammingo († 1702)
- Bartholomew Sharp, pirata inglese († 1702)
- Cloudesley Shovell, ammiraglio e politico britannico († 1707)
- Giuseppe Simonelli, pittore italiano († 1710)
- Stanisław Szembek, arcivescovo cattolico polacco († 1721)
- William Talman, architetto britannico († 1719)
- Gennaro Ursino, compositore italiano
- Giovanni Francesco Venturini, incisore italiano († 1711)
- Giovanni Francesco Vigani, chimico italiano († 1712)
- Johann Jakob Walther, violinista e compositore tedesco († 1717)
- Emanuel Wynne, pirata francese